# سوهان کنجدی
سوهان کنجدی یکی از انواع شیرینی‌های سنتی ایرانی است. در این نوع سوهان، شکر، کنجد، کره و گردو (خرد شده) بکار می‌رود.